# Tratado de Garantia (1960)
O Tratado de Garantia é um tratado entre a Grécia, Turquia e Reino Unido promulgado em 16 de agosto de 1960 em Nicósia. Através deste acordo, o Reino Unido formaliza a independência da ilha de Chipre, que ocorreu no mesmo dia, e abandona todas as reivindicações territoriais no futuro. Os três estados se tornam garantidores do equilíbrio constitucional da República de Chipre. O tratado dá, em particular, um direito de intervenção militar, sob certas condições, as três potências garantidoras e para restaurar a ordem constitucional se ela for alterada.[carece de fontes?]
O Artigo I proíbe Chipre de participar de qualquer união política ou união econômica com qualquer outro estado. O Artigo II exige que as outras partes para garantir a independência, a integridade territorial e a segurança de Chipre. O Artigo IV autoriza o uso da força para manter situação atual em Chipre. O tratado permitiu que o Reino Unido mantivesse a soberania sobre duas bases militares.
Segue-se aos acordos greco-turcos de Zurique em 11 de fevereiro de 1959, seguido por outro em Londres em 19 de fevereiro de 1959, assinado pelos três países, pelo arcebispo Makarios III, que representou os cipriotas gregos e pelo Dr. Kütchük representante dos cipriotas turcos. Com base nesses acordos, Chipre tornou-se independente e a Grã-Bretanha pode manter a sua soberania em duas importantes bases militares no território de Chipre.
O tratado foi usado como base da invasão turca de Chipre, principalmente o artigo IV do tratado. Este artigo intitula estas três partes garantidoras a ação multi-lateral entre elas ou como um último recurso, se nenhuma ação concertada parecer possível, cada garantidor tem o direito de ação unilateral. [carece de fontes?]
Desde a invasão da Turquia, resultou-se na efetiva partição de Chipre e a secessão das partes da ilha sob seu controle militar, o governo de Chipre sempre defendeu que as ações da Turquia em 1974, estavam em clara violação do Tratado.[carece de fontes?]
Além disso, convenções das Nações Unidas afirmam que qualquer intervenção militar deve ser aprovada pelo Conselho de Segurança da ONU para que a intervenção fosse classificada como uma ação justificada para "restaurar a paz e a segurança internacional" para responder a "ameaça à paz, ruptura da paz ou ato de agressão".[carece de fontes?]